# كازيميرز نواك
كازيميرز نواك (بالبولندية: Kazimierz Nowak)‏ هو صحفي ومصور وكاتب بولندي، ولد في 11 يناير 1897 في ستري في أوكرانيا، وتوفي في 13 أكتوبر 1937 في بوزنان في بولندا بسبب ذات الرئة.

## وصلات خارجية
- الموقع الرسمي